# Begonia santos-limae
Espèce
Synonymes
- Begonia kautskyana Handro[1]

Begonia santos-limae est une espèce de plantes de la famille des Begoniaceae. Ce bégonia est originaire du Brésil. L'espèce fait partie de la section Astrothrix. Elle a été décrite en 1943 par Alexander Curt Brade (1881-1971). L'épithète spécifique santos-limae signifie « de Santos Limae », en hommage à J. Santos Lima qui a récolté les spécimens types au Brésil avec Brade en 1932.

## Description

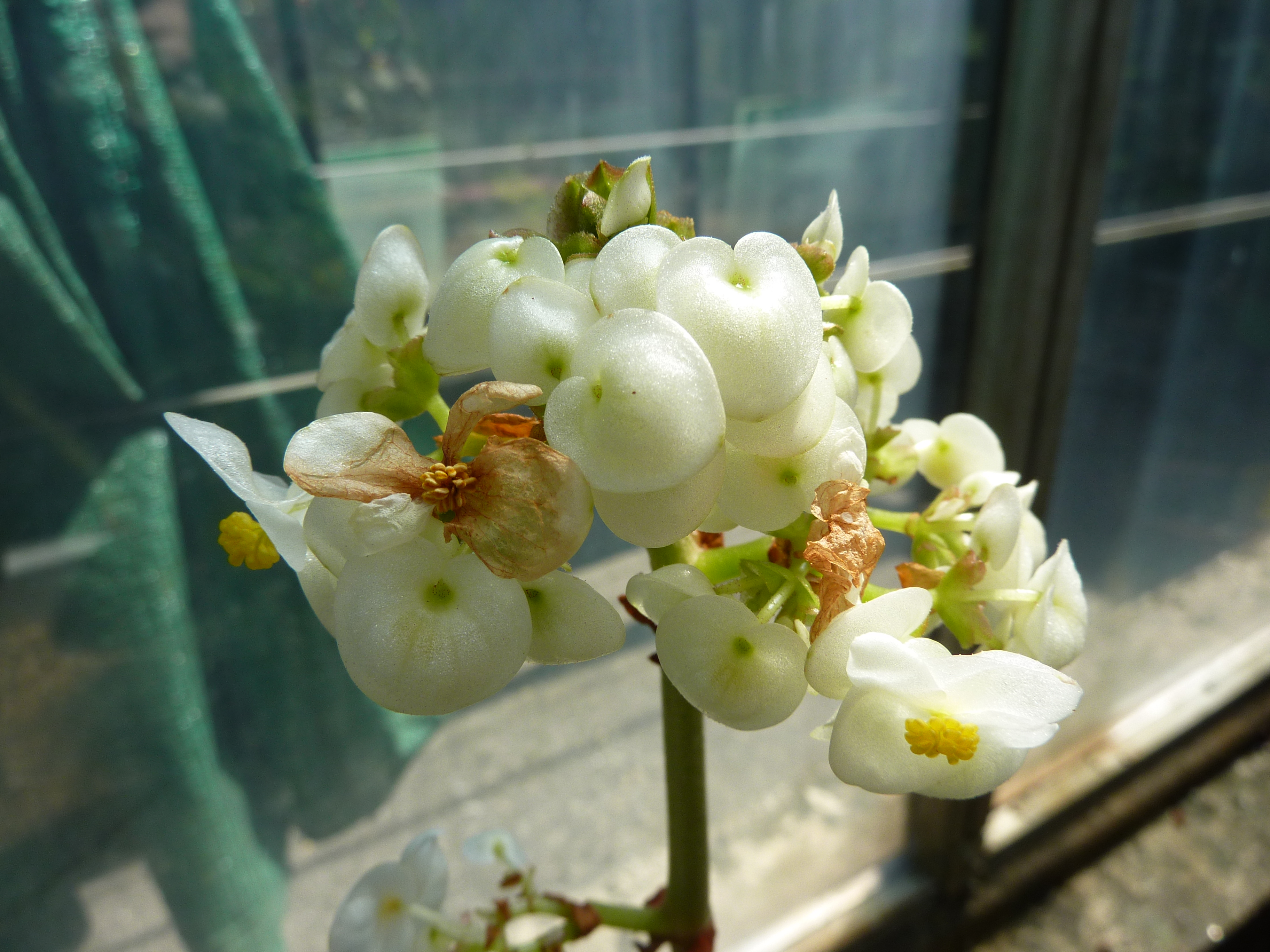
Inflorescence
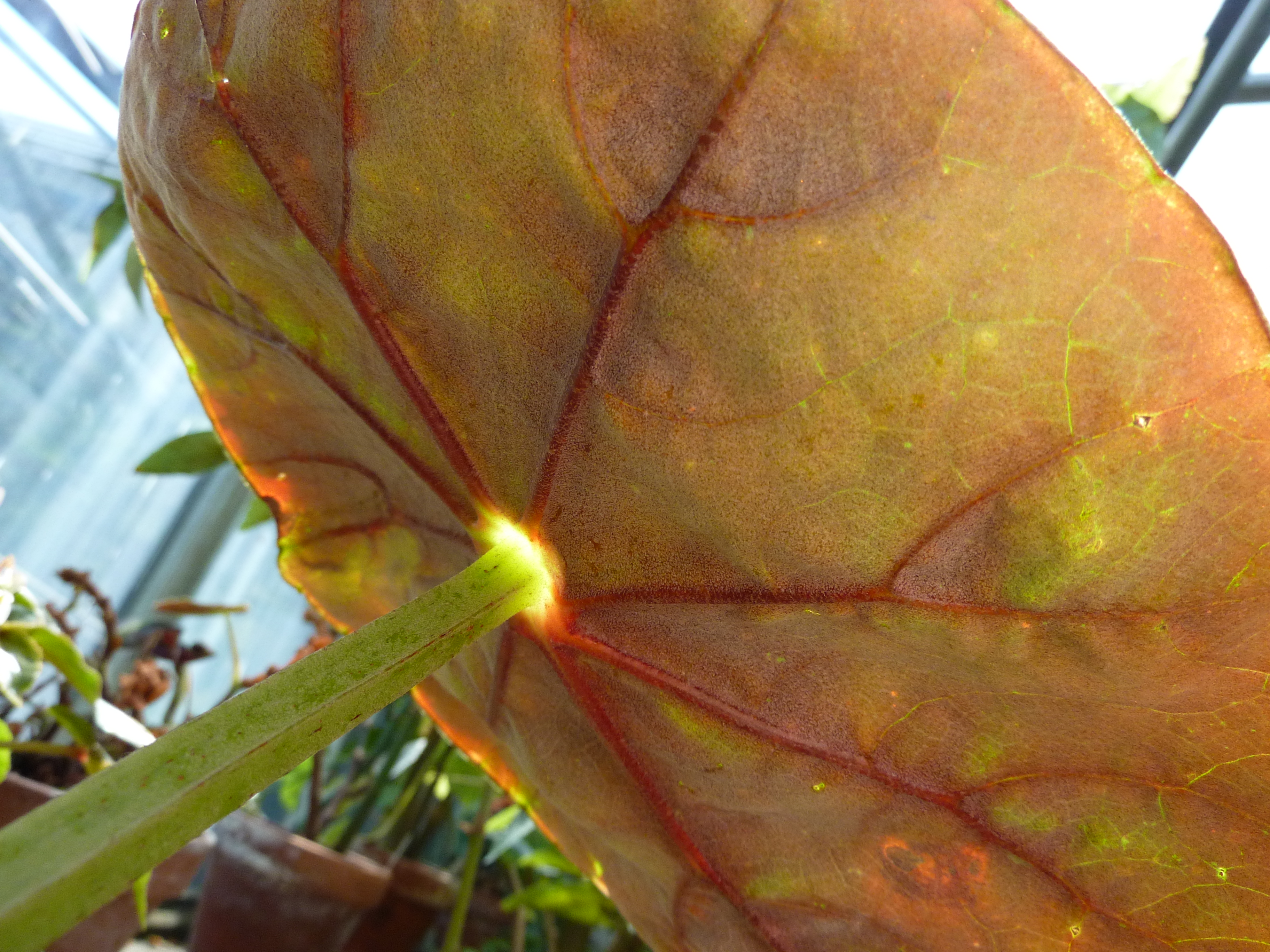
Revers d'une feuille

## Répartition géographique
Cette espèce est originaire du pays suivant : Brésil.